# Гамбург, Ефим Абрамович
Ефим Абрамович Га́мбург (10 июня 1925 — 13 июня 2000) — советский и российский режиссёр-мультипликатор. Заслуженный деятель искусств РСФСР (1986).

## Биография
Родился в Москве в еврейской семье. Участник Великой Отечественной войны, был ранен. Награждён орденом Красной Звезды, медалями. Окончил Московский педагогический институт (художественно-графический факультет).
В 1955 году начал работать художником-мультипликатором на киностудии «Союзмультфильм», как режиссёр дебютировал в 1964 году в киножурнале «Фитиль».
Режиссёр антифашистского мультфильма «Внимание! Волки!» (1970), снятого по мотивам повести Лазаря Лагина «Белокурая бестия», детективного мультфильма «Ограбление по…» (1978), являющегося пародией на «гангстерские» фильмы разных стран, и мультфильма «Пёс в сапогах» (1981), созданного в технике традиционной «классической» рисованной мультипликации по мотивам «Трёх мушкетёров» Дюма.
Член КПСС с 1952 года.
Умер 13 июня 2000 года. Похоронен на Донском кладбище.

## Фильмография

### Режиссёр
- 1965 — Лучше золотого (реклама диетических яиц)
- 1966 — Происхождение вида
- 1967 — Шпионские страсти
- 1967 — Слонёнок
- 1968 — Старые заветы
- 1969 — Что такое хорошо и что такое плохо
- 1970 — Внимание! Волки!
- 1971 — Только для взрослых (серия мультфильмов)
- 1972 — Край, в котором ты живёшь
- 1972 — Индекс (реклама почтового индекса)[5]
- 1973 — Песня о дружбе
- 1975 — Фантик. Первобытная сказка
- 1976 — Переменка № 1
- 1976 — Голубой щенок
- 1977 — Мы рисуем октябрь
- 1978 — Ограбление по…
- 1979 — Переменка № 2
- 1981 — Пёс в сапогах
- 1982 — Парадоксы в стиле рок
- 1983 — О, море, море!..
- 1984—1987 — Контакты… конфликты…
- 1985 — Добро пожаловать! (Всесоюзное объединение «Экспоцентр»)
- 1987 — Добро пожаловать (выпуск 2) (Добро пожаловать, Всесоюзное объединение Экспоцентр)
- 1988 — Эксперимент
- 1989 — Стереотипы
- 1992 — Ромео и Джульетта
- 2003 — Хорошо забытое старое

### Режиссёр мультипликационных вставок
- 1986 — Мир в движении[6]

### Режиссёр сборника
- 1971 — Калейдоскоп-71

### Художник-мультипликатор
- 1961 — Незнайка учится
- 1961 — Фунтик и огурцы
- 1976 — Детский альбом
- 1972 — Хомяк молчун

### Сценарист
- 1972 — Край, в котором ты живёшь
- 1972 — Индекс
- 1976 — Переменка № 1
- 1982 — Парадоксы в стиле рок
- 1984—1987 — Контакты… конфликты…
- 1987 — Добро пожаловать (выпуск 2) (Добро пожаловать, Всесоюзное объединение Экспоцентр)

### Сюжеты из киножурнала «Фитиль»

#### Режиссёр
- 1964 — Роковая ошибка (№ 29)
- 1965 — Два крыльца — два конца (№ 32)
- 1965 — Всё в ажуре (№ 39)
- 1969 — Страшный сон (№ 89)
- 1972 — Из-за царапины (№ 115)
- 1972 — Очередная неделя (№ 118)
- 1973 — Жизненный опыт (№ 135)
- 1978 — Рыцарь (№ 189)
- 1978 — Производственная травма (№ 197)
- 1980 — Сапоги-скороходы (№ 214)
- 1980 — Громовержцы (№ 218)
- 1982 — На грани искусства (№ 244)
- 1984 — Вокзал для двоих (№ 261)
- 1986 — Хитрая механика (№ 288)

#### Художник
- 1964 — Роковая ошибка (№ 29)

#### Сценарист
- 1964 — Роковая ошибка (№ 29)
- 1971 — Из-за царапины (№ 115)

## Награды и звания
- орден Отечественной войны I степени (11.3.1985)
- орден Красной Звезды (28.5.1945)
- медали
- заслуженный деятель искусств РСФСР (26.12.1986)

## Награды на фестивалях
- «Шпионские страсти» — III Всесоюзный кинофестиваль (Ленинград, 1968) — Диплом.
- «Песня о дружбе» — VII Всесоюзный кинофестиваль (Баку, 1974) — Диплом.
- «Фантик. Первобытная сказка» — IX Всесоюзный кинофестиваль (Фрунзе, 1976) — 2-я премия по разделу мультфильмов[7].